# Jean-Claude Lebaube
Jean-Claude Lebaube  est un coureur cycliste français, né le 22 juillet 1937 à Renneville (Eure) et mort le 2 mai 1977 à Verneuil-sur-Avre (Eure).

## Biographie
Jean-Claude Lebaube débute dans le cyclisme amateur au VCR (Véloce Club Rouennais) sous la marque Alléluia : il remporte de nombreuses courses régionales, entraîné par Michel Couraët, directeur sportif du VCR. Il exerce alors le métier de boulanger pâtissier. 
Professionnel de 1961 à 1969, il participe à 7 Tours de France. Il porte pendant une journée le maillot jaune du Tour de France 1966 lors de la 11e étape disputée entre Pau et Luchon.
Reconverti en représentant de commerce, il meurt prématurément d'une crise cardiaque, en mai 1977.

## Palmarès

### Palmarès amateur
- 1956
  - 2e du championnat de France des sociétés
- 1957
  - Maillot des Jeunes
- 1959
  - Champion de Normandie sur route
  - 2e du championnat de France sur route amateurs
  - 3e de Paris-L'Aigle
- 1960
  - 2e de la Route de France
  - 2e du Maillot des As
  - 3e du Prix de la Saint-Laurent
- 1961
  - Tour de Tunisie
  - Tour du Loir-et-Cher :
    - Classement général
    - 3e étape

  - 1re étape du Tour de l'Avenir
  - 2e du championnat de France sur route indépendants
  - 2e du Maillot des As

### Palmarès professionnel
- 1961
  - 2e du Grand Prix du Parisien
  - 3e du Trophée Baracchi (avec Bas Maliepaard)
  - 5e du Grand Prix des Nations
- 1962
  - 4ea étape du Grand Prix de la Bicicleta Eibarresa (contre-la-montre par équipes)
  - 2e de la Polymultipliée
  - 2e du Grand Prix des Nations
  - 5e du Critérium du Dauphiné libéré
- 1963
  - Tour du Sud-Est :
    - Classement général
    - 4eb étape (contre-la-montre)

  - 3e du Grand Prix de Lugano
  - 3e du Grand Prix du Parisien
  - 4e du Tour de France
  - 4e du Grand Prix des Nations
  - 6e du Critérium du Dauphiné libéré
- 1964
  - 1re étape du Critérium du Dauphiné libéré
  - 2ea étape du Tour du Morbihan (contre-la-montre par équipes)
  - Manche-Océan
  - 3e de la Polymultipliée
  - 9e du Critérium du Dauphiné libéré
- 1965
  - 2ea étape du Tour de Luxembourg (contre-la-montre)
  - 1reb étape du Tour de France (contre-la-montre par équipes)
  - 2e du Tour de Luxembourg
  - 5e du Tour de France
- 1966
  - Boucles pertuisiennes :
    - Classement général
    - 2e étape (contre-la-montre)

  - 3e du Critérium national
  - 4e de Paris-Luxembourg
  - 8e du Tour de Romandie
- 1967
  - 3e des Boucles pertuisiennes
- 1968
  - 2e du Grand Prix de Plouay

## Résultats sur les grands tours

### Tour de France
7 participations
- 1962 : 11e
- 1963 : 4e
- 1964 : non partant (13e étape)
- 1965 : 5e, vainqueur de la 1reb étape (contre-la-montre par équipes)
- 1966 : abandon (18e étape),  maillot jaune pendant 1 jour
- 1967 : 23e
- 1969 : 46e

### Tour d'Espagne
1 participation
- 1965 : 12e